# Joost
Joost (uttalas som engelska 'juiced') var en fristående klient för att visa och distribuera TV-program och andra former av videoinnehåll med hjälp av peer-to-peer-teknik. Programmet var en idé av Niklas Zennström och Janus Friis, som även står bakom fildelningsprogrammet Kazaa samt IP-telefoni-programmet Skype.
Joost byggde på bittorrentteknik anpassad till TV-format: när användaren väljer att titta på ett program, gör programvaran en förfrågan till Joost. Frågan går först till andra datorer i nätverket för att se om någon av dem har programmet, i så fall inleds en streaming av videon. Om ingen i nätverket har programmet går frågan vidare till en central server, som streamar videon samt ett reklaminslag till datorn. Så fort streamingen inletts sparas delarna av videon ner på hårddisken, och blir tillgängliga för andra i nätverket.
Joost började utvecklas under 2006 och gick tidigare under arbetsnamnet "The Venice Project" där cirka 150 utvecklare jobbat i lag på ett halvdussin platser i världen, bland annat i New York, London, Leiden och Toulouse. Joosts tekniska direktör var Dirk-Willem van Gulik. Företaget misslyckades med förhandlingar om licenser för innehåll från olika TV-bolag, bland andra Viacom, CBS och Warner Music. Detta resulterade i ett tunt innehåll, vilket tillsammans med en komplicerat program ledde till att försprånget användarvänliga tjänster, som kunde öppnas direkt i webbläsaren såsom Youtube med flera, hade aldrig togs in och juli 2009 meddelade Joost att de att programmet lades ned och tekniken skulle istället säljas till andra företag.